# Eupithecia strattonata
Eupithecia strattonata är en fjärilsart som beskrevs av Alpheus Spring Packard 1873. Eupithecia strattonata ingår i släktet Eupithecia och familjen mätare. Inga underarter finns listade i Catalogue of Life.